# Кубок Португалії з футболу 2004—2005
Кубок Португалії з футболу 2004–2005 — 65-й розіграш кубкового футбольного турніру в Португалії. Титул втретє здобула Віторія (Сетубал).

## Календар
| Раунд           | Дата матчів                    | Матчі | Клуби     |
| --------------- | ------------------------------ | ----- | --------- |
| Перший раунд    | 5-15 вересня 2004              | 69    | 231 → 162 |
| Другий раунд    | 18 вересня - 5 жовтня 2004     | 63    | 162 → 99  |
| Третій раунд    | 5-13 жовтня 2004               | 40    | 99 → 59   |
| Четвертий раунд | 26-27 жовтня 2004              | 29    | 59 → 30   |
| П'ятий раунд    | 21 грудня 2004 - 12 січня 2005 | 15    | 30 → 15   |
| Шостий раунд    | 25-26 січня 2005               | 7     | 15 → 8    |
| 1/4 фіналу      | 2-3 березня 2005               | 4     | 8 → 4     |
| 1/2 фіналу      | 19-20 квітня 2005              | 2     | 4 → 2     |
| Фінал           | 29 травня 2005                 | 1     | 2 → 1     |

## Четвертий раунд
Клуб Белененсеш пройшов до наступного раунду після жеребкування.
| Команда 1               | Рахунок      | Команда 2              |
| ----------------------- | ------------ | ---------------------- |
| 26 жовтня 2004          |              |                        |
| Навал (2)               | 1:3          | Спортінг (Лісабон)     |
| 27 жовтня 2004          |              |                        |
| Реал Массама (4)        | 0:5          | Марітіму               |
| Олівейра-ду-Ошпітал (3) | 3:3 пен. 5:4 | Санжуаненсі (3)        |
| Віторія (Гімарайнш)     | 2:1          | Порту                  |
| Пенафієл                | 9:0          | Назаренуш (4)          |
| Імортал (4)             | 1:2          | Спортінг (Помбал) (3)  |
| Леча (4)                | 0:0 пен. 5:3 | Канеду (4)             |
| Віторія (Сетубал)       | 2:0          | Педраш Рубраш (3)      |
| Ештрела (Кальєта) (4)   | 0:2          | Піньялновенсі (3)      |
| Фіайнш (3)              | 3:1          | Сінтренсі (3)          |
| Морейренсі              | 4:1          | Марку (2)              |
| АД Олівейренсі (4)      | 1:0          | Анадія (4)             |
| Брага                   | 2:0          | Лозада (3)             |
| Ештуріл-Прая            | 0:1          | Ештрела (Амадора) (2)  |
| Бенфіка                 | 3:1          | Орієнтал (Лісабон) (3) |
| Академіку (Візеу) (3)   | 4:0          | Мереліненсі (4)        |
| Атлетіку (Валведеш) (3) | 0:1          | Аліадуш Лорделу (4)    |
| Спортінг (Ешпінью) (2)  | 2:0          | Санта-Клара (2)        |
| Пасуш-де-Феррейра (2)   | 1:2 дч       | Бейра-Мар              |
| Насіунал (Фуншал)       | 1:1 пен. 4:1 | Авеш (2)               |
| Алверка (2)             | 0:1          | Боавішта (Порту)       |
| Лейшойш (2)             | 2:3 дч       | Лоулетану (3)          |
| Алмансіленсі (4)        | 0:3          | Академіка (Коїмбра)    |
| Шавеш (2)               | 0:2          | Ріу Аве                |
| Мадалена (4)            | 3:4          | Уніан Лейрія           |
| Віаненсі (4)            | 4:2          | УД Олівейренсе (3)     |
| Пампільйоса (3)         | 3:1 дч       | Фатіма (3)             |
| Одівелаш (3)            | 2:1          | Жил Вісенте            |
| Уніан (Ріо Мажор) (4)   | 1:3 дч       | Мая (2)                |

## П'ятий раунд
| Команда 1               | Рахунок      | Команда 2              |
| ----------------------- | ------------ | ---------------------- |
| 21 грудня 2004          |              |                        |
| Бенфіка                 | 4:1 дч       | АД Олівейренсі (4)     |
| 22 грудня 2004          |              |                        |
| Олівейра-ду-Ошпітал (3) | 2:1          | Морейренсі             |
| 23 грудня 2004          |              |                        |
| Віаненсі (4)            | 1:3          | Боавішта (Порту)       |
| 4 січня 2005            |              |                        |
| Спортінг (Лісабон)      | 4:1          | Пампільйоса (3)        |
| 12 січня 2005           |              |                        |
| Белененсеш              | 3:0          | Спортінг (Помбал) (3)  |
| Ріу Аве                 | 0:2          | Академіка (Коїмбра)    |
| Уніан Лейрія            | 1:2          | Насіунал (Фуншал)      |
| Бейра-Мар               | 2:2 пен. 4:3 | Спортінг (Ешпінью) (2) |
| Пенафієл                | 3:2          | Мая (2)                |
| Ештрела (Амадора) (2)   | 1:0 дч       | Лоулетану (3)          |
| Фіайнш (3)              | 0:0 пен. 1:4 | Марітіму               |
| Одівелаш (3)            | 1:2 дч       | Брага                  |
| Академіку (Візеу) (3)   | 1:3          | Віторія (Сетубал)      |
| Піньялновенсі (3)       | 3:0          | Леча (4)               |
| Аліадуш Лорделу (4)     | 0:2          | Віторія (Гімарайнш)    |

## Шостий раунд
Клуб Бейра-Мар пройшов до наступного раунду після жеребкування.
| Команда 1               | Рахунок      | Команда 2              |
| ----------------------- | ------------ | ---------------------- |
| 25 січня 2005           |              |                        |
| Насіунал (Фуншал)       | 3:4 дч       | Боавішта (Порту)       |
| 26 січня 2005           |              |                        |
| Ештрела (Амадора) (2)   | 1:0          | Пенафієл               |
| Бенфіка                 | 3:3 пен. 7:6 | Спортінг (Лісабон)     |
| Бейра-Мар               | 2:2 пен. 4:3 | Спортінг (Ешпінью) (2) |
| Академіка (Коїмбра)     | 1:2          | Марітіму               |
| Олівейра-ду-Ошпітал (3) | 0:1          | Брага                  |
| Піньялновенсі (3)       | 1:2          | Белененсеш             |
| Віторія (Сетубал)       | 3:1          | Віторія (Гімарайнш)    |

## 1/4 фіналу
| Команда 1             | Рахунок      | Команда 2        |
| --------------------- | ------------ | ---------------- |
| 2 березня 2005        |              |                  |
| Ештрела (Амадора) (2) | 0:0 пен. 8:7 | Белененсеш       |
| Віторія (Сетубал)     | 3:2          | Брага            |
| Марітіму              | 0:2          | Боавішта (Порту) |
| 3 березня 2005        |              |                  |
| Бенфіка               | 1:0          | Бейра-Мар        |

## 1/2 фіналу
| Команда 1             | Рахунок | Команда 2        |
| --------------------- | ------- | ---------------- |
| 19 квітня 2005        |         |                  |
| Віторія (Сетубал)     | 2:1 дч  | Боавішта (Порту) |
| 20 квітня 2005        |         |                  |
| Ештрела (Амадора) (2) | 0:3     | Бенфіка          |

## Фінал
| 29 травня 2005 |

| Бенфіка         | 1:2      | Віторія (Сетубал)           |
| --------------- | -------- | --------------------------- |
| Сімау 4' (пен.) | Протокол | Мануель Жозе 26' Мейонг 72' |

| Національний стадіон (Жамор), Оейраш Глядачів: 38 000 Арбітр: Паулу Кошта |